# Legge 31 maggio 1995, n. 218
La legge 31 maggio 1995, n. 218 ("riforma del sistema italiano di diritto internazionale privato") è la legge italiana di riferimento nel campo del diritto internazionale privato, essendo ad essa affidato il compito di regolare a livello interno gli istituti tipici della materia. Detta una disciplina residuale, nel senso che interviene solo laddove le fonti europee ed internazionali non abbiano applicazione.

## Campo di applicazione
La legge fa salva l'applicazione delle convenzioni internazionali e delle misure legislative dell'Unione (art.2). Nei confronti di queste, svolge un ruolo residuale, perché la materia è inizialmente disciplinata da tali fonti. La legge italiana interviene qualora le fonti esterne abbiano rinunciato a disciplinare una determinata fattispecie. A volte è lo stesso 218 a rinviare in blocco al regolamento europeo, affermando che questo si applicherà "in ogni caso" (ad esempio, per il Regolamento Roma I). Questa dinamica rispetta l'idea di uniformità ed armonizzazione del diritto, rendendo possibili i principi di prevedibilità e uniformità ricercati dal diritto internazionale privato. 
L'art.1 elenca le materie disciplinate dalla legge. Esse sono l'ambito di giurisdizione, l'individuazione della legge applicabile e il riconoscimento di sentenze ed atti stranieri. 

## Giurisdizione
Gli articoli 3 e 4 della legge contengono la disciplina generale in tema di giurisdizione italiana. I criteri indicati vengono chiamati titoli di giurisdizione, o base giurisdizionale, e legittimano il giudice a conoscere e decidere una controversia. Essa sussiste quando: 
- il convenuto è domiciliato o residente in Italia;
- quando ha un suo rappresentante autorizzato in Italia;
- quando sussistano i criteri posti dalle sezioni 2, 3 e 4 del Titolo II del Regolamento Bruxelles I bis.

Nell'ultimo caso, si ha un rimando fisso alla fonte convenzionale: la legge rende possibile che il giudice italiano sia competente, in presenza di tali criteri e nelle materie ricomprese nella sfera applicativa del Regolamento, sia che la controversia veda come controparte un cittadino di uno Stato membro dell'Unione (nel qual caso il Regolamento rende obbligatorio l'utilizzo dei soli suoi criteri), sia che veda un cittadino di uno Stato terzo. In questo caso, il Regolamento vorrebbe che si applicassero i titoli dell'ordinamento del foro (quindi quelli italiani), ma è la stessa legge 218 che rimanda ai criteri di Bruxelles, ricercando come risultato l'uniformità e la certezza del diritto. 
L'art.4, poi, disciplina la cd. electio fori, cioè la possibilità per le parti di accettare o derogare, mediante accordo, la giurisdizione indicata dalla legge. Questa possibilità è il risultato di un'evoluzione del diritto italiano, che in passato pretendeva di avere giurisdizione assoluta, mentre oggi ricerca l'apertura alle relazioni internazionali e la promozione dell'autonomia privata. Le parti, quindi, possono muoversi in due direzioni: possono scegliere la giurisdizione italiana, anche se questa non dovrebbe esserci, oppure derogare alla stessa, indicando l'ordinamento di uno Stato diverso, il quale selezionerà, mediante le proprie regole sulla competenza, il giudice idoneo. L'accordo di accettazione e deroga deve essere scritto o provato per iscritto. E' accettato anche un comportamento autoconcludente, come la comparsa del convenuto a giudizio senza aver eccepito il difetto di giurisdizione. L'accordo deve avere ad oggetto diritti disponibili e tale disponibilità deve essere valutata sulla base della legge del foro, cioè quella italiana. Infine, secondo alcuni l'accordo deve fare in modo che il giudice adito sia selezionato secondo modalità costituzionalmente e processualmente corrette, che rendano possibile un giusto processo. Gli effetti dell'accordo sono la deroga al giudice inizialmente adito e la conseguente attribuzione della giurisdizione ad un secondo giudice. 
A seguito della domanda, la situazione di fatto e di diritto riguardante la giurisdizione viene cristallizzata, per cui ogni evento successivo che la determina non avrà effetto. Ad esempio, la norma generale indica come giudice avente giurisdizione quello dello Stato in cui il convenuto ha il domicilio. Ma questo può cambiare. Tuttavia, al momento della domanda la situazione generale, ivi compreso il domicilio, viene bloccata e non potrà essere modificata da modificazioni successive. È questo il fenomeno della perpetuatio iurisdictionis. 
L'art.7 contiene la disciplina della litispendenza internazionale, che si verifica quando, presso due diversi giudici, siano pendenti due cause uguali per oggetto o titolo fra le stesse parti. Il giudice italiano adito per secondo deve sospendere il processo se, a seguito di una valutazione di riconoscibilità sulla base delle norme italiane in tema di riconoscimento delle sentenze straniere, ritiene che tale sentenza potrà avere effetto in Italia. Chiaramente, se il giudice straniero declina la propria giurisdizione o se il provvedimento non viene riconosciuto, il processo in Italia può proseguire previa richiesta di riassunzione. 

## Legge applicabile
La legge 218 regola l'individuazione della legge applicabile se i regolamenti europei o le convenzioni internazionali non operano. In Europa si intendono il Regolamento Roma I e Roma II, in materia contrattuale ed extracontrattuale. 
L'art.57 riguarda la legge applicabile alle obbligazioni contrattuali. La norma interna rimanda "in ogni caso" al Regolamento Roma I, estendendone quindi l'ambito applicativo anche in materie che il regolamento non vorrebbe disciplinare. Quindi, in caso di scelta delle parti, si applicherà tale legge (che potrà essere anche quella italiana); in caso di mancata electio iuris, si applicherà l'articolo 4 del Regolamento, che indica come legge applicabile quella del Paese con cui il contratto presenta il legame più stretto. 
L'art.62 riguarda la legge applicabile alle obbligazioni extracontrattuali. Essa è la legge del Paese dove si è verificato il danno, anche se il danneggiato può chiedere che sia applicata la legge del Paese in cui è avvenuto il fatto che ha provocato il danno. Se il fatto illecito riguarda due soggetti che risiedono in uno stesso Stato, si applicherà tale legge. 

## Riconoscimento delle sentenze straniere
Ai sensi dell'art.64 della legge, una sentenza straniera può essere riconosciuta in Italia in modo automatico, cioè senza ausilio di provvedimento ulteriore (detto exequatur), qualora siano presenti alcuni requisiti:
- Competenza internazionale--> il giudice straniero deve essere competente secondo un giudizio di fungibilità, cioè deve essere giusto che sia stato questo a decidere.
- Rispetto delle garanzie processuali--> queste attengono al diritto di difesa (costituzione delle parti, notificazione della domanda, etc.), da individuare sulla base della legge italiana.
- Passaggio in giudicato della sentenza straniera, secondo le norme dello Stato del giudice che ha deciso.
- Non contrarietà ad altra sentenza italiana o pendenza della stessa causa presso un giudice italiano.
- Non contrarietà all'ordine pubblico, da intendersi sia in senso sostanziale che in senso processuale.